# Santa Catarina (Wyspy Świętego Tomasza i Książęca)
Santa Catarina – miasto w Wyspach Świętego Tomasza i Książęcej; na Wyspie Świętego Tomasza; 980 mieszkańców (2006). Przemysł spożywczy.